# مندل‌شتم (دهانه)
مندل‌شتم یک دهانه برخوردی در ماه‌ است.

## دهانه‌های اقماری
این دهانه ۸ دهانه اقماری دارد.
| Mandelʹshtam | عرض جغرافیایی | طول جغرافیایی | قطر          |
| ------------ | ------------- | ------------- | ------------ |
| A            | ۵.۷° N        | ۱۶۲.۴° E      | ۶۴.۰ کیلومتر |
| G            | ۴.۵° N        | ۱۶۶.۴° E      | ۲۹.۰ کیلومتر |
| F            | ۵.۲° N        | ۱۶۶.۲° E      | ۱۷.۰ کیلومتر |
| N            | ۳.۳° N        | ۱۶۱.۶° E      | ۲۵.۰ کیلومتر |
| Q            | ۲.۴° N        | ۱۵۸.۸° E      | ۲۰.۰ کیلومتر |
| R            | ۴.۵° N        | ۱۵۹.۸° E      | ۵۷.۰ کیلومتر |
| T            | ۵.۷° N        | ۱۶۰.۴° E      | ۳۷.۰ کیلومتر |
| Y            | ۹.۱° N        | ۱۶۱.۸° E      | ۳۲.۰ کیلومتر |